# Oleg Grigor'evič Makarov
Oleg Grigor'evič Makarov (in russo Олег Григорьевич Макаров?; Udomlja, 6 gennaio 1933 – Mosca, 28 maggio 2003) è stato un cosmonauta sovietico, che partecipò a varie missioni Sojuz.

## Primi anni
Laureatosi all'Università tecnica statale moscovita N. Ė. Bauman nel 1957, iniziò a lavorare come ingegnere presso l'OKB-1 diretto da Sergej Korolëv, dove contribuì alla progettazione della navicella Vostok. Nel 1966 venne selezionato per fare il cosmonauta.
Per prima cosa iniziò a partecipare al programma lunare sovietico ed era pianificato che partisse con Aleksej Archipovič Leonov per un'orbita intorno alla Luna. Dopo il successo dell'Apollo 8, tale volo venne cancellato.

## Carriera
Il suo primo volo spaziale fu il Sojuz 12 nel 1973, un volo di prova dopo il disastro del Sojuz 11. Il suo secondo volo fu il Sojuz 18-1 che però ebbe un'emergenza sulle Monti Altai, 21 minuti dopo il lancio. Con il suo terzo volo sul Sojuz 27 andò a lavorare alla stazione Saljut 6. La sua ultima missione fu sul Sojuz T-3. Durante la missione trascorse 20 giorni, 17 ore, e 44 minuti nello spazio.

## Fine carriera
Oltre ad altre decorazioni ha ricevuto il titolo di Eroe dell'Unione Sovietica e l'Ordine di Lenin quattro volte.
Morì a Mosca, nel 2003, per attacco cardiaco.